# 京都精華学園中学校・高等学校
京都精華学園中学校・高等学校（きょうとせいかがくえんちゅうがっこう・こうとうがっこう）は、京都府京都市左京区吉田河原町にある私立中学校・高等学校。設置者は学校法人京都精華学園。2016年から男女共学化に伴い、京都精華女子中学校・高等学校から校名が変更された。

## 沿革
- 1905年 - 篠田時化雄が精華女学校を創立する[1][2]。一条烏丸西入の校舎で開校し、現校地に移転する。
- 1908年 - 精華高等女学校を設置する。
- 1910年 - 篠田時化雄を会長に財団法人養徳会が発足して学校経営の母体となる。
- 1927年 - 修業年限を5年に延長する。
- 1947年 - 学制改革により新制中学校の精華女子中学校を設置する。
- 1948年 - 学制改革により高等女学校を廃止して精華女子高等学校を設置する。
- 1951年 - 養徳会を解散して学校法人精華学園に組織変更する。
- 1951年 - 商業科を増設する。
- 1963年 - 家政科を増設する。
- 1968年 - 中学校を廃止する。
- 1968年 - 学校法人京都精華学園に組織変更して京都精華女子高等学校と改称する。
- 1970年 - 家政科を廃止する。
- 1988年 - 中学校を再度開校する。
- 1993年 - 商業科を廃止する。
- 1995年 - 現学園長の山本綱吉が校長に就任。
- 2005年 - 創立百周年記念式典を挙行し、Ⅰ類人間科学系スポーツ進学コース増設する。
- 2007年 - 新制服を制定する。
- 2009年 - EX-特進コースと総合進学コースに選択制度を新設する。
- 2016年 - 男女共学化に伴い、京都精華学園中学校・高等学校に改称[1][2][3]。
- 2018年 - 新校舎・人工芝グランド完成
- 2025年 -開校150周年記念として、北2館落成。山本綱吉が校長を離任し、学園長に就任。後任には山本浩介が就任。

## 学科

### 京都精華学園中学校
- アカデミッククエスト
- アートクエスト
- スポーツクエスト(バスケットボール専攻、サッカー専攻、空手道専攻)

### 京都精華学園高等学校
普通科
- 進学Aコース（幼児教育選択・パティシエ選択・吹奏楽選択・看護医療系選択・スポーツ選択）
- 進学Bコース（第1選択・第2選択）
- 遊学コース　(GC選択・DC選択)

美術科
- 美術科（絵画領域・立体造形領域・デザイン映像領域・マンガイラスト領域）

### 京都精華女子中学校
- ヒューマンクエスト
- アートクエスト
- スポーツクエスト
- エキスパートクエスト

### 京都精華女子高等学校
進学コース系列
- 総合進学コース（標準選択・幼児教育選択・パティシエール選択・吹奏楽選択）
- 美術進学コース（絵画選択・立体造形選択・デザイン映像選択・マンガイラスト選択）
- 看護・医療系進学コース
- 人間科学スポーツ系進学コース

特進コース系列
- EX-特進コース

## 部活動
女子校時代から女子サッカー部や女子ラグビー部
があるのが特徴で、女子サッカー部は2014年の高校総体では準優勝している。他には2014年の「第23回全国高等学校漫画選手権大会」（まんが甲子園）で決勝進出など。また、女子バスケットボール部が2022年のインターハイならびにウインターカップで優勝するなど様々な大会で成績を残している。さらに23年と24年は日清リーグも制し桜花学園以来史上2校目の２年連続3冠達成。

### 運動部
バスケットボール部、陸上部、ソフトテニス部、男子硬式野球部、なぎなた部、剣道部、卓球部、空手道部、バドミントン部、弓道部、サッカー部、自転車競技部

### 文化部
吹奏楽部、写真部、演劇部、美術部、茶道部、軽音楽部、書道部、自然科学部、琴部、ダンス部、マンガ研究部、放送部、eスポーツ部

## 著名な出身者
- 倖田來未（歌手）
- 水野知里（アマチュアボクシング選手）
- 角畑莉子（バスケットボール選手）
- 高橋未来（バスケットボール選手）
- アディアウイアコエ・ラリヤ・ババ・アーメド（バスケットボール選手）
- 堀内桜花（バスケットボール選手）
- イゾジェ・ウチェ(バスケットボール選手)
- トラオレ・セトゥ(バスケットボール選手)
- ディマロ・ジェシカ・ワリエビモ・エレ(バスケットボール選手)
- 藤崎春菜（ラグビー選手）

なお書家の日比野五鳳は女学校時代の教師であった。

## その他
- 進学Aコースの選択はそれぞれ、幼教、パテ、吹奏楽、看護、スポ科と略される。
- DC選択は2025年に追加された。
- 毎週金曜日は「アクティブフライデー」と呼ばれる選択式の講座が5限と6限に開講される。生徒は好きな講座を受講でき、「大文字山登山」や「中国語」などの講座が開かれる。
- 八瀬に体育館と野球部のグラウンドがある。
- 学校教育目標は「知性・自律・礼儀」
- アルバイト禁止の学校である。
- パテは不定期だが、生徒が作ったパンを販売している。